# Place Reine Astrid (Anvers)
Ne doit pas être confondu avec la place de la Reine-Astrid, situé au 8e arrondissement de Paris.
Ne doit pas être confondu avec la Place Reine Astrid, situé à Jette.
La place Reine Astrid (en néerlandais : Koningin Astridplein, communément appelé Astridplein) est une place située au centre de la ville d'Anvers, en Belgique. Elle est limitrophe de l'avenue De Keyser et de la rue Carnot et est dominée sur son côté méridional par le bâtiment de la gare ferroviaire principale d'Anvers.

## Histoire

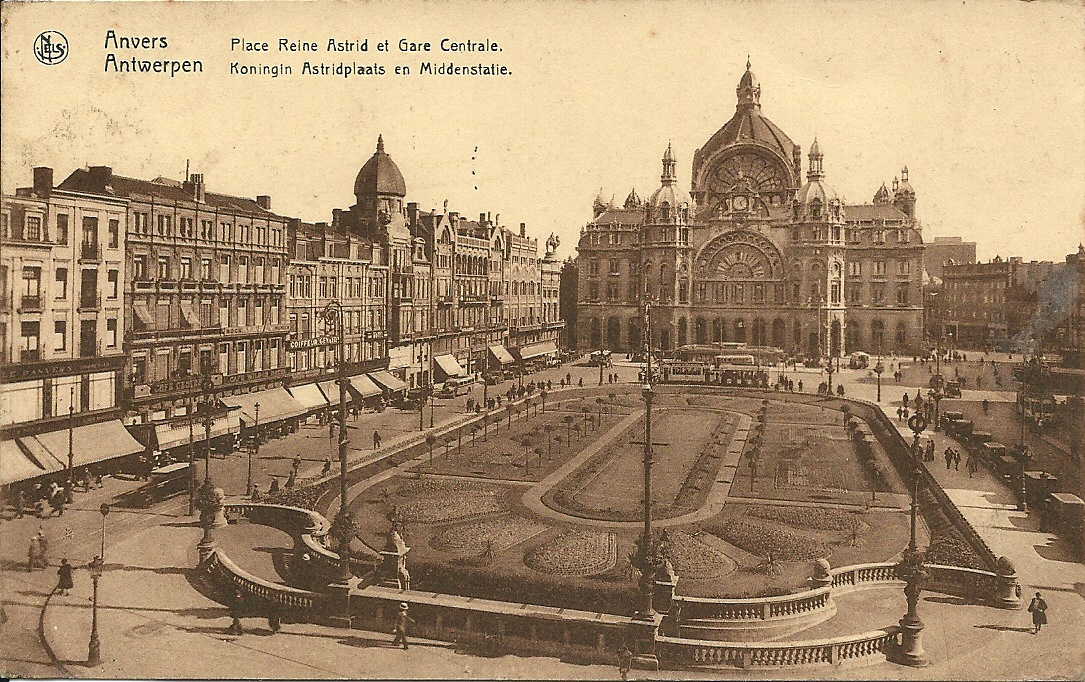
La place Reine-Astrid et la gare centrale en 1936 (carte postale d'époque)

C'était autrefois une place où les passagers de train et visiteurs marchaient le long du zoo et les nombreux salles des fêtes. Avant cela, au milieu de la place se trouvait également un jardin de style français.
La place a été complètement réaménagée à la fin des travaux pour la jonction Nord-Sud (nl) entre 1998 et 2007. Sa nouvelle géographie est contestée, car plusieurs accidents graves impliquant des tramways y eurent lieu (années 2006 et 2007).
Sous la place Reine Astrid se trouve, depuis son nouvel aménagement, un grand parc de stationnement avec un stationnement cyclable. La place souterraine donne également une connexion entre les stations de prémétro Astrid et Diamant mais aussi la gare d'Anvers-Central.

## Lieux d'intérêt
Bâtiments ou institutions donnant sur la place Reine-Astrid :
- la gare d'Anvers-Central ;
- le zoo d'Anvers ;
- le café-restaurant Paon Royal, de style Art nouveau ;
- Aquatopia ;
- la salle Reine Élisabeth.

Il existe un certain nombre d'hôtels situés autour de la place Reine Astrid. Le plus notable est le nouvel hôtel Radisson Blu Astrid avec une architecture particulière.

## Galerie d'images

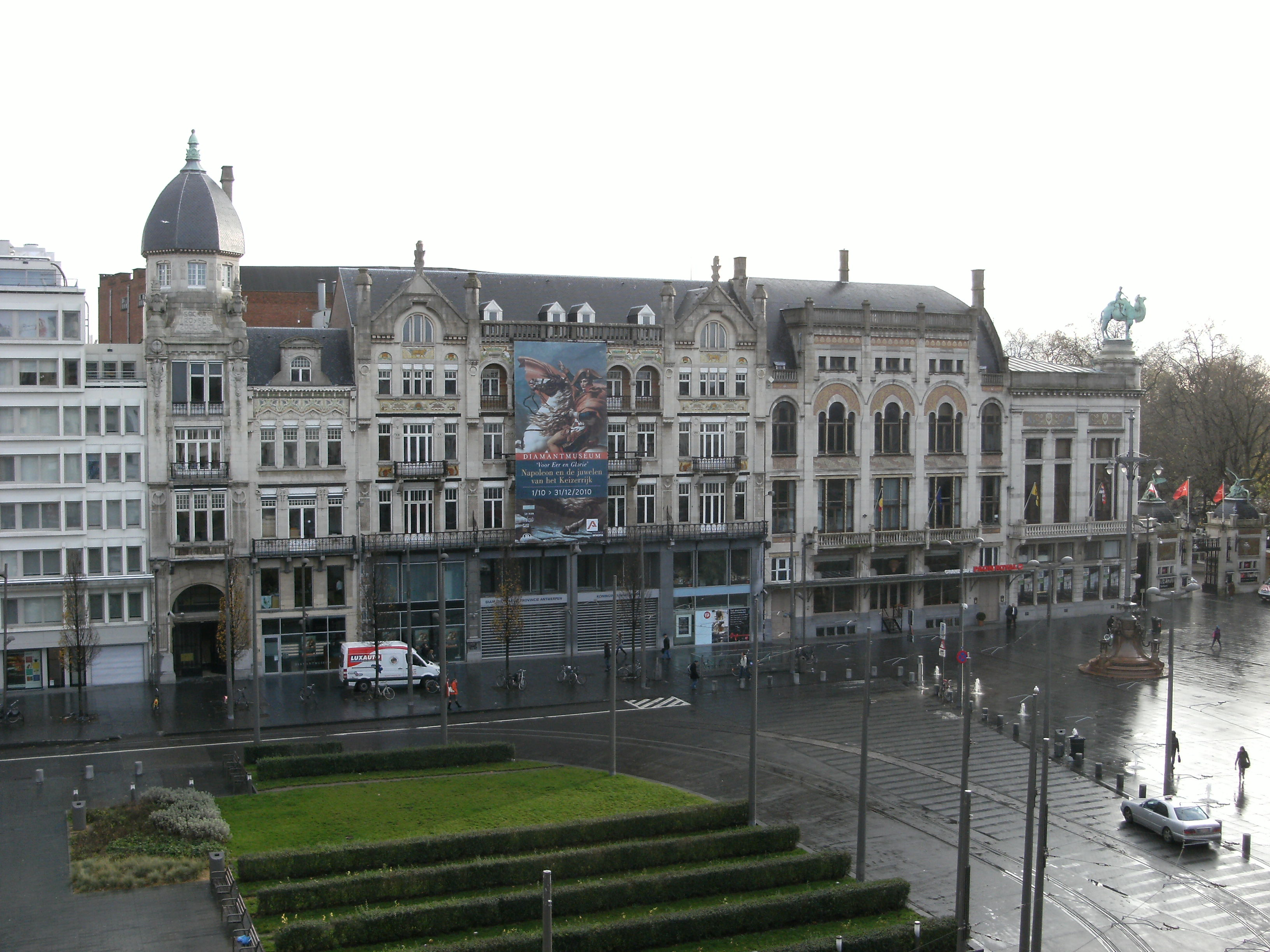
Vue sur la place Reine Astrid avec à droite l'entrée du zoo d'Anvers
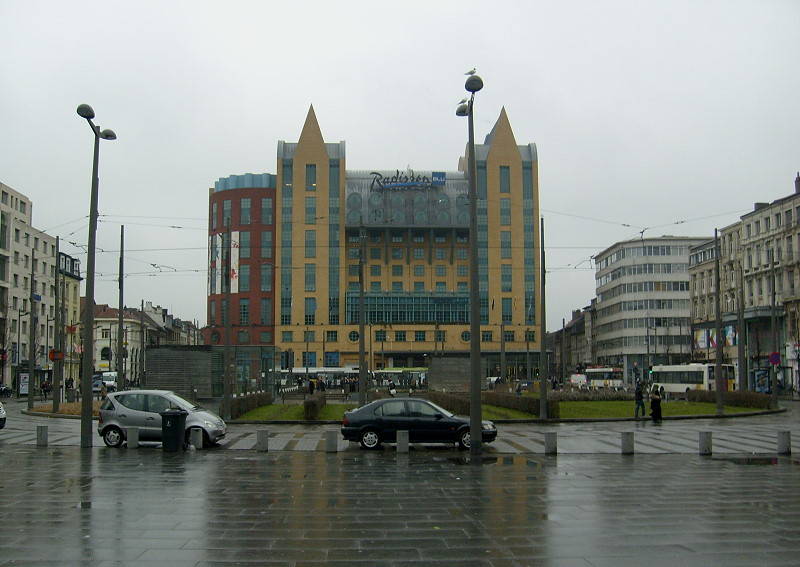
La place Reine Astrid après la rénovation de la place en 2010 avec l'hôtel Radisson Blu Astrid situé en face de la gare d'Anvers-Central.
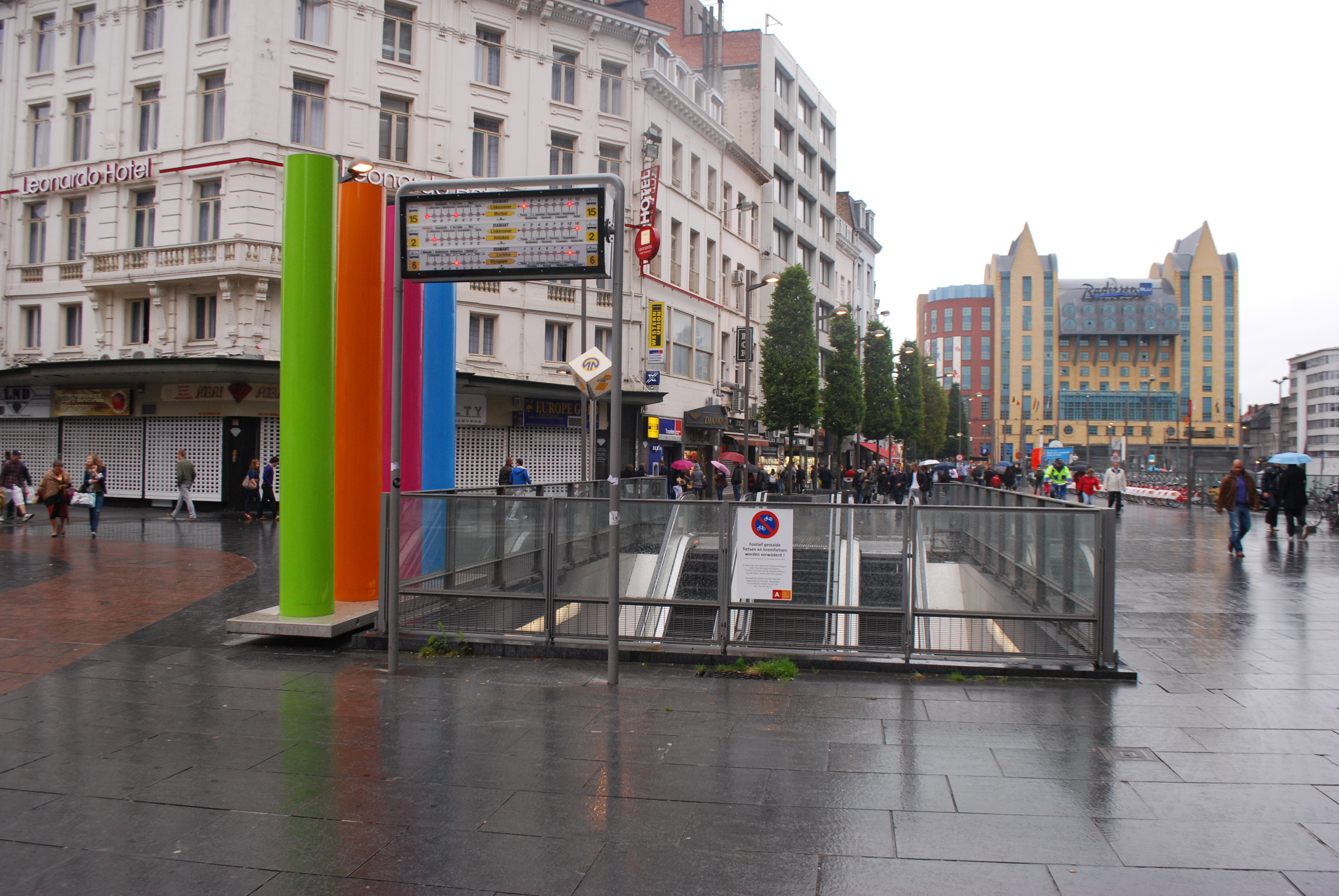
Vue de l'angle entre l'avenue De Keyser et la place Reine Astrid avec la station de prémétro Diamant
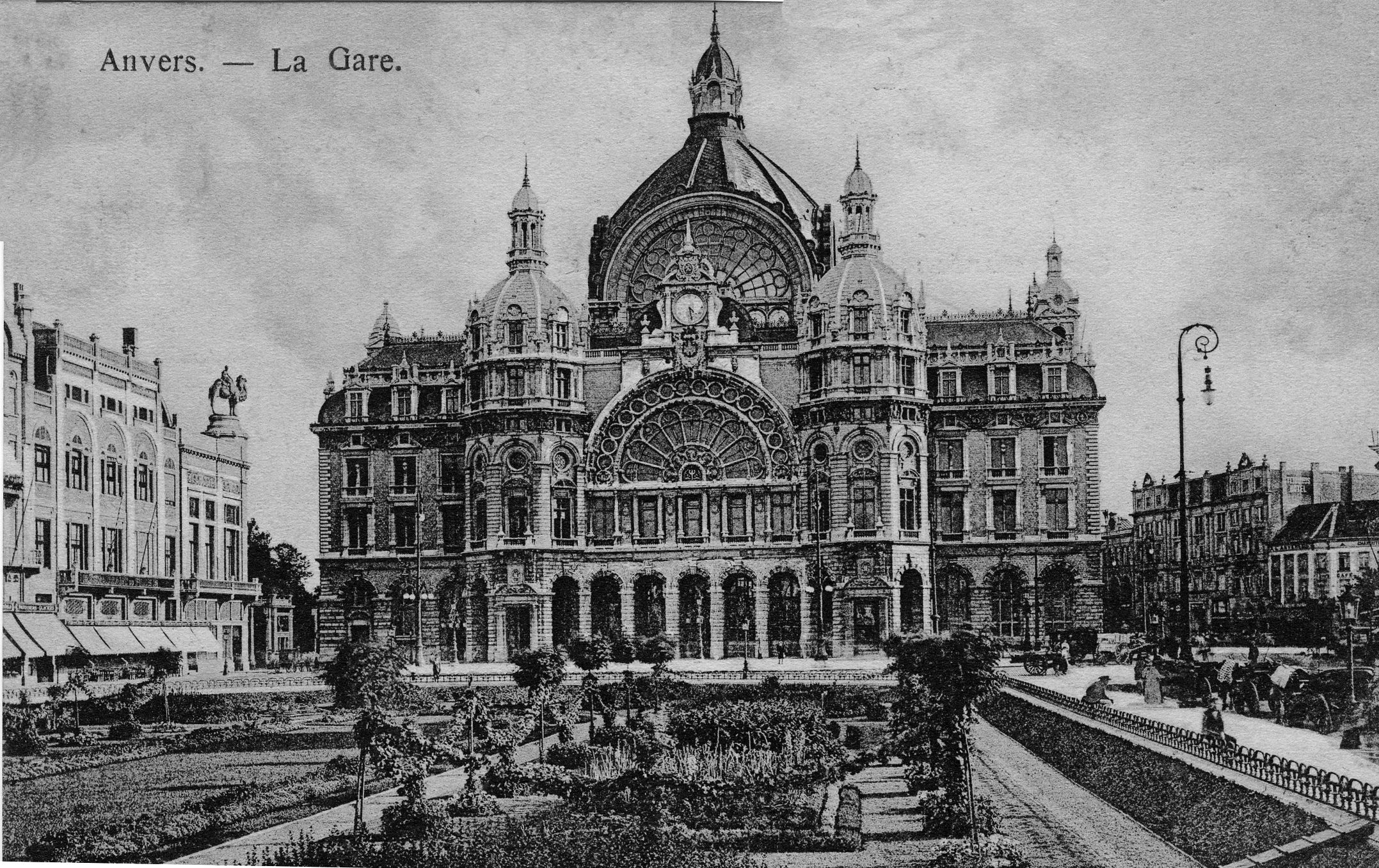
La gare centrale d'Anvers vers 1911 avec le jardin de style français au milieu de la place Reine Astrid.